# Parafia św. Marii Magdaleny w Rokitnie
Parafia świętej Marii Magdaleny w Rokitnie — parafia rzymskokatolicka, znajdująca się w diecezji kieleckiej, w dekanacie szczekocińskim.